# Veliki komet iz leta 1854
Véliki komet iz leta 1854 ali Komet de Menciaux (uradna oznaka je C/1854 F1) je neperiodični komet, ki so ga opazili 24. marca 1854.

## Značilnosti
Njegova tirnica je bila parabolična. Soncu se je najbolj približal 24. marca 1854 na razdaljo okoli 0,3 a.e.
S prostim očesom se je videl od marca do sredine aprila. Ob odkritju se je nahajal v južnem delu ozvezdja Pegaz. Takrat je imel magnitudo med 0 in 1 .